# Español filipino
El español filipino (es-PH) o castellano filipino es la variedad del idioma español hablado en la República de Filipinas, y principalmente por los hispanofilipinos.
El español de Filipinas se distingue de otras variedades dialectales del español por unas características propias, parecidas a las del español de Hispanoamérica. Aunque los hispanohablantes filipinos usan el pronombre vosotros del español peninsular, por ejemplo, hay seseo como en el español de América, y yeísmo. El léxico del español filipino está influido por las interacciones de los hispanohablantes con las lenguas nativas del país, y los lingüistas han observado tendencias más conservadoras y uniformes en el uso del español en Filipinas en comparación con otras variantes del idioma.
El español filipino cuenta con casi un millón de hablantes sin tener en cuenta el nivel de dominio, incluidos 4.000 hablantes que lo consideran como lengua materna, aunque las cifras varían mucho dependiendo de la fuente. La Academia Filipina de la Lengua Española sirve como regulador del idioma español en el país.

## Distribución y número de hablantes
Los hablantes del español filipino se encuentran por toda Filipinas, aunque principalmente en las grandes ciudades como Manila. Existen comunidades hispanohablantes más reducidas en las regiones donde hay grandes haciendas, como la región azucarera de la isla de Negros alrededor de las ciudades de Bacólod y Dumaguete. También hay hispanohablantes en zonas de cultivo de frutas y hortalizas en Mindanao, cerca de las ciudades de Cagayán de Oro y Dávao. También se encuentran en ciudades importantes como Cebú, Iloílo y Zamboanga aunque en esta última predomina el uso del chabacano, una lengua criolla hispanofilipina. La mayoría de los hablantes nativos del español filipino pertenecen a las clases medias y altas del país.
Existe gran diversidad de opiniones sobre el número actual de hablantes de español en Filipinas, con cifras entre unos miles y unos millones de hablantes. El Instituto Cervantes estimó en 2014 que Filipinas tenía un millón de hispanohablantes sin importar el nivel de fluidez, mientras que María Luisa Young, profesora de español y jefa del Departamento de Lenguas Modernas de la Universidad Ateneo de Manila, dio en 2023, sin confianza, una cifra de casi 500 000 personas en Filipinas que dominan el español o, al menos, saben hablarlo. Un informe del Instituto Cervantes del año 2022 cifró en unos 460 000 los hispanohablantes que viven en Filipinas, aunque contaba como hablantes nativos solo a los españoles que viven en el país,  y considera a los hablantes de chabacano (de cualquier variante) como hispanohablantes parciales, mientras que ignora a los que estudiaron español cuando era obligatorio (antes de 1986). La Autoridad de Estadísticas de Filipinas registró en el censo de 2020 167 hogares en todo el país que usaban el español como lengua de casa, y una estimación del año 2020 contabilizaba unos 4000 hispanohablantes nativos en Filipinas.
Es difícil hacer una cuenta precisa de hispanohablantes filipinos porque el gobierno de Filipinas no mantiene estadísticas oficiales actualizadas. La última estimación supuestamente fiable era del año 2008, que contabiliza unos 6000 hispanohablantes nativos, 2 millones que hablan español como segunda o tercera lengua y 1,2 millones de chabacanohablantes. Esas cifras también pueden ser más altas debido al interés creciente entre los filipinos de aprender español por motivos profesionales.
Además de las cifras que estiman los actuales hablantes del español filipino, existe también un número desconocido pero considerable de semihablantes. Se trata de los filipinos que poseen un conocimiento de español no equivalente al nivel avanzado de los hispanohablantes nativos pero superior al conocimiento de los alumnos extranjeros.

### Estado actual y futuro
El español filipino se ha investigado menos que otros dialectos del español. Muchos informes e investigaciones contemporáneas que supuestamente explicaban el dialecto en realidad no lo hacían; en muchos casos eran investigaciones sobre los préstamos del español a las lenguas filipinas o, aún peor, debido a una interpretación errónea en realidad trataban sobre el chabacano, como si no existiera un dialecto propio del español en Filipinas.
El español filipino ha sido caracterizado como "lengua amenazada", a causa del dominio de sus hablantes del inglés y de las lenguas filipinas, como resultado de la ocupación estadounidense del país. La mayoría de sus hablantes tienen una edad media superior a 40 años y pocos de menor edad lo hablan como lengua nativa. Muchos de los que dominan el dialecto residen fuera de Filipinas. Con la imposición del inglés como lengua vehicular de educación y gobierno por iniciativa de las autoridades estadounidenses, y luego la formación de un movimiento para desarrollar una lengua nacional basada en el tagalo (posteriormente renombrada filipino), el español sufrió un desprestigio y declive en su uso a favor del inglés, particularmente en los años tras la Segunda Guerra Mundial. Por eso se limitaba el uso del español al hogar, y era más difícil usar el idioma en los espacios públicos por falta de hablantes y la actitud hispanófoba de los filipinos no hispanohablantes. Sin embargo, muchos filipinos educados en español cuando su enseñanza era obligatoria son capaces de sostener una conversación con un nivel razonable del idioma.
Dicho esto, hay tendencias recientes sobre el estado actual del español en Filipinas que pueden contrastar con lo antes presentado: por un lado la mayor aceptación del español entre los filipinos no hispanohablantes, y por otro el creciente prestigio del idioma en el mundo. En 2009 Filipinas reintrodujo el aprendizaje del español en la educación secundaria con el apoyo del gobierno español, haciéndose el programa más extenso de aprendizaje de idiomas extranjeros en el sistema de educación pública, con más de 7000 alumnos en el año escolar 2021-2022. La industria de externalización de procesos de negocios (BPO) también impulsó la popularidad contemporánea del español con una mayor potencia salarial para los bilingües hispanohablantes que los angloparlantes exclusivos. Como resultado, Filipinas ya tiene una nueva generación de hispanohablantes, la mayoría son hablantes que hablan el español como segunda lengua con un grupo más pequeño de hablantes nativos que aprenden el idioma de sus padres en casa.

## Fonología
Los lingüistas han descrito la fonología del español filipino como conservadora y aristocrática, reflejándose la posición socioeconómica de sus hablantes. Muestra características principalmente presentes en los dialectos castellanos septentrionales como se hablaban a finales del siglo XIX y principios del siglo XX, sin matices de los dialectos castellanos más divergentes como el andaluz o canario ni los idiomas ibéricos como el catalán o gallego, aunque muchos de los españoles que venían a Filipinas eran originarios de esas regiones. A pesar de esto, el español filipino tiene todavía algunas características fonológicas que le distinguen de otras variantes del español debido a su anterior contacto con los dialectos latinoamericanos, la influencia de las lenguas prehispánicas de Filipinas y el desarrollo del chabacano.
La fonología del español filipino suena uniforme sin una matización regional entre los hablantes de diferentes partes de Filipinas, en contraste con el inglés del país.

### Distinción entre 'll' e 'y'
Existe en el español filipino la distinción fonológica entre los sonidos representados por las letras 'll' (/ʎ/) e 'y' (/ʝ/), una distinción también presente en unas partes de España y las zonas bilingües de Bolivia, Paraguay y Perú. Por ejemplo, los filipinos se pronuncian la palabra "silla" (/ˈsiʝa/) como /ˈsiʎa/ (en tagalo, silya) aunque a veces se pronuncian los hispanohablantes nativos más jóvenes el /ʎ/ de una manera más cercana a [ly]. En la posición inicial el /ʎ/ se somete una depalatalización ocasional a [l]: se pronuncia, por ejemplo, la palabra "lluvia" (/ˈʎubja/) como [ˈlubja].
Se considera muy raro e idiosincrásico el yeísmo en el español filipino. Sin embargo, es posible que las generaciones anteriores de hispanohablantes en Filipinas pudieran ser yeístas por causa de contacto con los dialectos andaluces y mexicanos durante los siglos XVI y XVII, cuando sus hablantes formaron la mayoría de la comunidad hispana del país. Sólo a finales del siglo XIX, en los últimos años de la colonización española, cambiaron los hablantes del español filipino la pronunciación para contrastar los dos sonidos.
Los que pertenecen a las generaciones más recientes de hispanohablantes han empezado adoptar unas características del español peninsular, incluso el yeísmo, debido a su formación en ese dialecto. Dicho esto, la mayoría de los que aprenden el español como lengua extranjera en Filipinas todavía distinguen entre las dos fonemas.

### Seseo
Se practica el seseo en el español filipino de manera igual a los dialectos hispanoamericanos. Así lo demuestra particularmente en los préstamos del español a las lenguas filipinas como la palabra "cerveza" (/seɾˈbesa/), que se deletrea serbesa en tagalo con la misma pronunciación. Aunque el seseo todavía predomina en el habla contemporánea de los hispanohablantes filipinos, hay unos hispanohablantes nativos que, de finales del siglo XIX, adoptaron la distinción fonológica del español peninsular entre los sonidos representados por las letras 'c' (/θ/) y 's' (/s/) del mismo modo que la distinción entre 'll' e 'y', pero de forma inconsistente.
Igual a su adoptación del yeísmo, los que pertenecen a las generaciones más recientes de hispanohablantes también han empezado adoptar la distinción entre el 'c' y el 's' debido a su formación en el español peninsular. De los que aprenden el español como lengua extranjera en Filipinas la mayoría practican la distinción aunque existe una gran parte minoritaria que mantiene el seseo, y de los que practican la distinción los usan de forma inconsistente.

### Pronunciación de consonantes oclusivas
Las consonantes /b/, /d/ y /g/ se pronuncian uniformemente en el español filipino como oclusivas (duras), mientras en otras variantes de español se pronuncian de forma más suave como aproximantes o fricativas. A veces es posible oír aquellas pronunciaciones más suaves pero varían mucho entre hablantes, incluso los fonemas en la misma frase o palabra.
Es especialmente llamativa la pronunciación de la /d/ medial. Su pronunciación puede solaparse con la de [ɾ] y a veces los hablantes las confunden, reflejándose la influencia de las lenguas filipinas. Aparece también en el chabacano y en el tratamiento de los préstamos del español a las lenguas filipinas (por ejemplo, la palabra "pared" se ha transformado a pader en tagalo).
Ocurre con regularidad la elisión de la /d/ medial, especialmente con las palabras terminando en el sufijo -ado.

### Palatalización y africación
Se someten la palatalización las fonemas /d/ y /t/ cuando se pongan ante una vocal cerrada (/i/ y /u/), transformándose a /dʲ/ and /tʲ/ respectivamente. A veces no se palatalizan sino se someten en cambio la africación, el proceso de transformarse a consonante africada, como los préstamos del español a las lenguas filipinas. Por ejemplo, se pronuncia "Dios" (/ˈdjos/) como [ˈd͡ʒos] (en tagalo, Diyos), o se pronuncia "tiangue" (/ˈtjanɡe/) como [ˈt͡ʃaŋɡe] (en tagalo, tiyangge).
A veces también se palataliza de misma manera la fonema /s/ a una fricativa postalveolar sorda ([ʃ]). Por ejemplo, se pronuncia "negocio" (/neˈɡosjo/) como [neˈɡoʃo] (en tagalo, negosyo).

### Cambio de jota velar a[h]
La jota velar (/x/) está presente en el español filipino como el español peninsular, pero a veces se pronuncia de forma más similar a la [h] glotal como el andaluz, canario, caribeño y colombiano.

### Intercambio de vocales no abiertas y consonantes bilabiales
Se intercambian mucho en el español filipino, como la misma tendencia en las lenguas filipinas, las vocales no abiertas (entre /e/ e /i/, y también entre /o/ y /u/) y las consonantes /p/ y /f/. Por ejemplo, se pronuncia "Filipinas" como [piliˈpinas] (en tagalo, Pilipinas), "tenía" como [tiˈnia] y "comen" como [ˈkumen].

### No aspiración de/s/postvocálica
En la posición postvocálica la consonante /s/ se pronuncia siempre y no se somete ni aspiración a la [h] glotal ni perdida, contra la misma tendencia en muchos dialectos peninsulares y latinoamericanos. Por ejemplo, se pronuncia "las moscas" como [las ˈmoskas]. La retención de la /s/ postvocálica en el español filipino refleja la influencia de los dialectos castellanos septentrionales aunque se considera inusual por causa de la última ola migratoria a Filipinas desde España en la que muchos andaluces formaron parte.
La aspiración aparece en el chabacano por otro lado, especialmente en la habla de los hablantes mayores del zamboagueño.

### Oclusiva glotal
Se manifiesta regularmente en la habla de casi todos los hablantes del español filipino la oclusiva glotal [ʔ], resultado del contacto con las lenguas filipinas, normalmente en la posición inicial cuando empieza la pronunciación de una palabra con un vocal. Por ejemplo, se pronuncia la palabra "alma" como [ˈʔalma]. Se manifiesta también en las mismas palabras separadas por una pausa que se somete en otros dialectos de español una forma de sandhi similar a la liaison del francés. Por ejemplo, se pronuncia "el hombre" como [elˈʔombɾe] en el español filipino pero [eˈlombɾe] en otros dialectos.
La oclusiva glotal también aparece en algunas secuencias vocales heterosilábicas para demarcarlas claramente. Por ejemplo, se pronuncia "maíz" como [maˈʔis] y "baúl" como [baˈʔul].

### Intercambio[ɾ–l]
Existe una clara distinción en el español filipino entre las consonantes [ɾ] y [l] como el español estándar. Sin embargo, es posible que los hablantes anteriores del dialecto habían intercambiado las dos y se han pronunciado la /l/ como [ɾ] y la /ɾ/ como [l], como los hablantes de los dialectos andaluces y caribeños. Los dialectos de chabacano hoy en día mantienen este intercambio.
A pesar de la distinción presente en el español filipino contemporáneo hay palabras en su léxico que todavía reflejan este intercambio anterior. Por ejemplo, ha preservado el verbo balasar, una variante de "barajar".

### Tratamiento de 'tl'
El español filipino no separa la secuencia de consonantes 'tl', pronunciándose siempre dentro de la misma sílaba como el canario y los dialectos latinoamericanos. Por ejemplo, se pronuncia "atlas" como ['a.tlas], no ['at.las] del español peninsular.

## Morfología y sintaxis
El español filipino se ha descrito como un dialecto de español sin características únicas en su morfología. Sin embargo, existen desviaciones de la morfología y sintaxis estándar del español a consequencia de la posición minoritaria del español en Filipinas.

### Pronombres
Al igual que en el español ecuatoguineano en el español filipino se utiliza el pronombre vosotros; se trata de los únicos dialectos que lo hacen fuera de España, aunque existe también en la lengua escrita el uso común del ustedes estándar de los dialectos latinoamericanos. Se utiliza también el pronombre tú de forma libre, incluidas situaciones en las que se considera más apropiado el uso de usted, y en contraste con los dialectos de chabacano que han cultivado el uso del voseo este no se encuentra presente en el español filipino exclusivamente tuteante.
Se dice que existe en el español filipino el uso de leísmo en contraste con otras variedades de español que usan normalmente el pronombre "lo" para referirse a los complementos directos masculinos en tercera persona, aunque hay otros que creen que la mayoría de hablantes mantienen el uso estándar de "lo" con una minoría leísta. Predomina por otro lado el uso estándar de "le" para los complementos indirectos con una minoría de hablantes laístas.

### Posesivos y derivación
Es común utilizar para indicar la posesión en el español filipino frases que combinan el objeto con "de" y el sujeto que lo posee en vez de utilizar adjetivos posesivos. Por ejemplo, en vez de decir la frase "nuestros parientes" del español estándar los hablantes del español filipino suelen decir la frase "los parientes de nosotros". Se refleja también esta tendencia con el uso de su con los hablantes alternando entre "Este perro es suyo" y "Este perro es de él", una tendencia también observada con los dialectos latinoamericanos. Además, esta tendencia también aparece en el tratamiento lingüístico de las plantas: por ejemplo, a veces los hablantes del español filipino dirían "árbol de naranja" en vez de decir "naranjo".
En el tema de derivación, para crear diminutivos el sufijo más común en el español filipino es "-ito", aunque se encuentra también el uso de "-illo" pero con menos regularidad. Por otro lado, para crear aumentativos los sufijos más comunes son, ordenados por frecuencia, "-ón", "-azo" y "-ote". Existen dos grupos de sufijos comunes para los sustantivos colectivos: para las personas los sufijos más comunes son "-ada" y "-aje", y para las plantas y cosechas los sufijos más comunes son "-al", "-ero" y "-ar". Sin embargo, los hablantes suelen utilizar también las sintagmas nominales para crear sustantivos colectivos de plantas y cosechas, formando aquellas sintagmas por la combinación del nombre del planta o cosecha (con o sin los sufijos colectivos, depende del sujeto que se combine) con "plantación (de)", "campo (de)" o "sementera (de)".

### Negación
Existe unos casos en los que el español filipino sigue la tendencia general del español estándar sobre la negación. Por ejemplo, se utiliza el adverbio "más" como aumentativo de "nunca", "nadie", "nada" o "ninguno" y normalmente se encuentra en la posición postnominal, pero a veces los hablantes del español filipino lo invierten para aparecer en la posición prenominal.
En otros casos se utiliza el español filipino formas de negación desviantes del español estándar. Se utiliza, por ejemplo, la frase adverbial negativa "no más" de tres maneras en el español filipino:
- Para expresar exactitud ("Lo tiene al lado mismo no más" para decir "Lo tiene exactamente al mismo lado")
- Como sufijo enfático ("Estaba bromeando no más"). Se encuentra también este uso de "no más" en los dialectos latinoamericanos,[61] y se equivale al uso de "sólo" en el español estándar.
- Para expresar finitud ("No hay más carruajes"). Se equivale este uso de "no más" al uso de "ya no" en otras variedades del español, y es posible que originaba del inglés este uso de la frase.

El "no" adverbial está pareado regularmente con otros adverbios para expresar negación aunque se considera redundante o incorrecto la pareja. Por ejemplo, los hablantes del español filipino sustituyen con regularidad las frases "no muy" y "no mucho" con "no tan" y "no tanto" (o "no tantito") respectivamente. También es muy común sustituir la palabra "tampoco" con la frase "también no", normalmente incorrecto en el español estándar, y también se parea "tampoco" con "no" para crear la frase "tampoco no", una doble negación también considerada incorrecto en el español estándar.

## Léxico
Durante siglos el español filipino ha desarrollado un cuerpo de filipinismos, las palabras, frases y expresiones españolas del país que se consideran distintas de otras variedades del español. Hay filipinismos que también han entrado en uso en otros dialectos del español, y el español ha influenciado por otra parte el léxico de las lenguas filipinas.
Los filipinismos suelen originar de tres fuentes: los préstamos de las lenguas filipinas o extranjeras, las palabras en desuso en otros países hispanohablantes pero todavía utilizadas en Filipinas, y las palabras y expresiones únicas del país. Desde la segunda mitad del siglo XX el inglés también ha influenciado el español filipino como el español de Puerto Rico y Estados Unidos.
Aunque la mayoría de los alumnos del español en Filipinas hoy en día como lengua extranjera aprenden y utilizan el léxico del español filipino, y existe esfuerzos para documentar los filipinismos, muchas palabras están en peligro de desaparecer por causa de la "extranjerización" del español en Filipinas (resultado del uso del español peninsular para enseñar el idioma en vez del español filipino), malas prácticas documentativas que resultan en la documentación imprecisa del léxico, y esfuerzos débiles para componer un diccionario comprehensivo de filipinismos o al menos incluirlos en el Diccionario de la lengua española.

### Léxico latinoamericano
El léxico del español filipino incorpora un número de palabras y expresiones latinoamericanos. Las más llamativas de estas son las del español mexicano, aunque también existe expresiones compartidas de otros dialectos de América. Esta influencia refleja en palabras como "tiangue", "chongo" (variante de "chango") y "metate", y además en el uso de unos hipocorísticos.
La influencia latinoamericana en el español filipino refleja también en el uso preferente de americanismos como "maní" e "hincarse" en vez de "cacahuete" (o "cacahuate" en el español mexicano) y "arrodillarse" del español peninsular.

### Léxico peninsular
El español peninsular también ha compartido mucho de su léxico para formar el léxico básico del español filipino. Por ejemplo, para describir el tubérculo Solanum tuberosum se utiliza la palabra "patata" que también se utiliza en España, el único otro país hispanohablante que lo hace. Sin embargo, hay unas palabras que se someten un cambio de significado en el español filipino. Aunque los filipinos hispanohablantes suelen decir, por ejemplo, "camarón" para describir los carídeos como los dialectos latinoamericanos, se utilizan también la palabra peninsular "gamba" con un significado más especializado (en este caso, un carídeo de tamaño más pequeño que un camarón).
Además, existen casos de palabras utilizadas en proporción igual como el uso de "melocotón" peninsular y "durazno" latinoamericano para describir el fruto del árbol Prunus persica. Existen a la vez casos en los que nadie utiliza los términos peninsulares: por ejemplo, para describir un apartamento los filipinos hispanohablantes utilizan la misma palabra o también "departamento" como en América Latina, pero nadie utiliza "piso" como en España.

### Anglicismos
Los anglicismos en el español filipino pueden ser clasificados a tres tipos: anglicismos que se utilizan en general por los hispanohablantes, anglicismos presentes en el español hablado en Estados Unidos, y un grupo más pequeño de palabras directamente importadas de inglés que mantienen su deletreo y significado original. Incluidos aquí las palabras como "planta" (en vez de "fábrica"), "sugestión" (en vez de "sugerencia") y la importación directa de palabras como "avocado", "jeepney" y "overol".
Se influye también la pronunciación de unas palabras españolas por causa de la fluidez de los filipinos hispanohablantes en inglés. Hay unos hablantes que, por ejemplo, pronuncian "Europa" como [juˈɾopa], similar a la pronunciación inglesa, en vez de /euˈɾopa/.

### Verdaderos filipinismos y léxico diferencial
Los verdaderos filipinismos se refieren a la colección de palabras y expresiones que existe en el español filipino y no son conocidas por otros hispanohablantes fuera del país, aunque hay unos filipinismos que ya habían incluidos en el Diccionario de la lengua española y otras obras de la Real Academia Española. Unos de los primeros filipinismos incorporados por la RAE en sus publicaciones fueron palabras como "caracoa", "barangay" y "parao" que han entrado el léxico entre finales del siglo XVIII a principios del siglo XIX, y con más filipinismos incorporados después.
Hay cuatro tipos de filipinismos:
- Los préstamos al español filipino de las lenguas filipinas (como "bolo",[78] que venía del tagalo, o "baguio" para referirse a los tifones).[79] Sin embargo, hay diferentes cuentas del actual número y tipo de préstamos. Los préstamos de las lenguas filipinas, o también de otros idiomas como el chino, incorporados en el español filipino por un lado son limitados a la flora y fauna nativa del país en contraste con el léxico más indigenizado de los dialectos del chabacano,[80] o por otro lado, incorporan más variedad aunque limitado a los dominios socioculturales como la cocina.[81]
- Las palabras y expresiones en desuso en otras partes del mundo hispanohablante aunque todavía preservadas en el español filipino (como el uso de "aparador" en vez de "armario",[82] el uso de "aeroplano" en vez de "avión",[83] o el uso de la frase "¿Cuál es su gracia?" para pedir el nombre de una persona,[84] que nadie utiliza ya en otros países hispanohablantes)[85]
- Las palabras y expresiones que se sometían en el español filipino un cambio léxico-semántico (como el uso de "lenguaje" para referirse a una lengua nacional)[86]
- El léxico diferencial del español filipino que forman de las palabras y expresiones inventadas en Filipinas (como "abrazador" para describir un cojín cilíndrico,[87] "abogadillo" para describir un paralegal,[88] o "código" para describir un apunte escondido)[89]

Además de los filipinismos ya incorporados en el léxico del español, hay muchos más filipinismos como "pan de sal" y "cundiman" que están en uso común por los filipinos hispanohablantes y no hispanohablantes pero no reconocidos por la RAE. Existen llamamientos para incorporar estos filipinismos no reconocidos al léxico del español.